# Zigmas Povilaitis
Zigmas Povilaitis (*   27. Dezember 1934 in Šakiai) ist ein litauischer Politiker.

## Leben
1952 absolvierte er die Schule der Landwirtschaft in Karkliniai in der Rajongemeinde Vilkaviškis  und arbeitete im „Paryžiaus Komunos“-Kolchos als Gärtner und danach als Oberagronom. 1962 absolvierte er das Technikum der Landwirtschaft in Joniškėlis und wurde Agronom. 1969 absolvierte er das Diplomstudium der Agronomie und Wirtschaft an der Lietuvos žemės ūkio akademija und 1991 die Aspirantur und promovierte bei Lietuvos agrarinės ekonomikos institutas in Wirtschaftswissenschaft.
Von 1992 bis 1996 war er Mitglied im Seimas narys. Danach war er Rentner, Vorstandsmitglied im Unternehmen UAB „Šakių šilumos tinklai“. Von 2003 bis 2015 war er Mitglied im Rat der Rajongemeinde Šakiai.
Ab 1990 war er Mitglied der Lietuvos demokratinė darbo partija und ab 2001 der LSDP.